# Chadisrochroa zabena
Chadisrochroa zabena är en fjärilsart som beskrevs av William Schaus 1901. Chadisrochroa zabena ingår i släktet Chadisrochroa och familjen tandspinnare. Inga underarter finns listade i Catalogue of Life.